# Vad livet har att ge
Vad livet har att ge är ett samlingsalbum av Kikki Danielsson & Roosarna, släppt i Norge i februari 2005 på det norska skivbolaget Tylden & Co.. Sex sånger var nya. I dem sjunger Kikki Danielsson ensam endast på titelspåret, som skrivits av Kjell Roos och även utgavs på singel på Mariann Grammofon AB. Janne Önnerud medverkar är också på detta album, och han sjunger de flesta nya sångerna, till exempel balladlåten "För oss två".

## Låtlista
1. Vad livet har att ge
2. Du ska veta
3. Är du min älskling än?
4. Om det är mig du vill ha
5. Du är solen i mitt liv
6. Aj, aj, aj
7. En ros i solsken
8. Kärlekens hus
9. Sången från bergen
10. Vart tog din kärlek vägen, Marie?
11. Kärlekens vindar
12. För oss två
13. Kikkimedley